# Golamrezá Tachtí
Golamrezá „Džahán Pahleván“ Tachtí (* 27. srpna 1930 Teherán – 7. ledna 1968 Teherán) byl íránský zápasník – volnostylař, olympijský vítěz z roku 1956.

## Sportovní kariéra
Narodil se a vyrůstal ve skromných poměrech v tehéránské čtvrti Chání Ábád (خاني آباد). V 15 letech musel odejít pracovat do těžařkého města Masdžídsolejmán v Chúzistánu. K sportovnímu zápasení se dostal v 19 letech, když byl povolán do armády. Vrátil se do Teheránu, kde začal navštěvovat zurkánu Púlád. Připravoval pod vedením Abdolhosejna Fajlího (عبدالحسین فیلی). Po dvou letech byl poprvé povolán do íránské reprezentace v olympijském zápasu ve volném stylu. Jako amatérský sportovec byl oficiálně veden jako zaměstnanec železnice. Na mistrovství světa v Helsinkách v roce 1951 obsadil ve váze do 79 kg druhé místo.
V roce 1952 startoval na olympijských hrách v Helsinkách ve váze do 79 kg a postupem do tříčlenného finále potvrdil roli favorita. V úvodním finálovém kole s gruzínským Sovětem Davitem Cimakuridzem prohrál verdiktem rozhodčích 1-2. V souboji o druhé místo s Maďarem György Guricsem zvítězil před časovým limitem odstoupením soupeře pro zranění a získal stříbrnou olympijskou medaili.
V roce 1956 startoval na olympijské hry v Melbourne ve váze do 87 kg. Od úvodního kola si počínal suverénně a bez ztráty negativního (klasifikačního) bodu postoupil do tříčlenného finále. Své dva finálové soupeře Sověta Borise Kulajeva a Američana Petera Blaira porazil verdiktem rozhodčích 3-0 a získal zlatou olympijskou medaili.
V roce 1957 experimentoval s váhou a na mistrovství světa v Istanbulu startoval v nejtěžší váhové kategorii nad 87 kg. S těžkými vahami však neuspěl a po dvou porážkách byl z turnaje předčasně vyřazen.
V roce 1960 cestoval na olympijské hry v Římě jako úřadující mistr světa. Od prvního kola si počínal zcela suverénně, své soupeře porážel před časovým limitem na lopatky. Po pátém kole mu dle klasifikačních bodů zůstal jediný soupeř Turek İsmet Atlı. Ve finálovém zápase však s Turkem zaváhal, prohrál na technické body získal stříbrnou olympijskou medaili.
V roce 1964 startoval na svých čtvrtých olympijských hrách v Tokiu ve váze do 97 kg. Po třetím kole byl ve vedení v soutěži s jedním klasifikačním bodem, ale ve čtvrtém kole prohrál na technické body s Turkem Ahmetem Ayıkem. V pátém kole ho po taktické remíze z turnaje vyřadil dosažením šesti klasifikačních bodů turecký Bulhar Said Mustafov. Obsadil 4. místo.
Již v průběhu aktivní sportovní kariéry se věnoval politické práci. Sportovní kariéru ukončil poté, co byl v roce 1966 vyloučen z reprezentace za své politické názory. V lednu 1968 byl nalezen mrtev ve svém bytě v Teheránu. Oficiální verze, že spáchal sebevraždu opozice (Národní fronta) vlády šáha Pahlavího neakceptovala. Z jeho smrti vinila íránskou tajnou policii SAVAK.

## Výsledky

### Volný styl
| Turnaj            | 1951 | 1952 | 1953 | 1954 | 1955 | 1956 | 1957 | 1958 | 1959 | 1960 | 1961 | 1962 | 1963 | 1964 |
| Turnaj            | 21   | 22   | 23   | 24   | 25   | 26   | 27   | 28   | 29   | 30   | 31   | 32   | 33   | 34   |
| Turnaj            | -79  | -79  | -79  | -87  | -87  | -87  | +87  | -87  | -87  | -87  | -87  | -97  | -97  | -97  |
| ----------------- | ---- | ---- | ---- | ---- | ---- | ---- | ---- | ---- | ---- | ---- | ---- | ---- | ---- | ---- |
| Olympijské hry    |      | 2.   |      |      |      | 1.   |      |      |      | 2.   |      |      |      | 4.   |
| Mistrovství světa | 2.   |      |      | 5.   |      |      | úč.  |      | 1.   |      | 1.   | 2.   | —    |      |
| Asijské hry       |      |      |      | —    |      |      |      | 1.   |      |      |      | —    |      |      |